# Promúsica 19
Promúsica 19 é uma compilação que reúne onze temas de bandas e artistas portugueses. O disco foi misturado e masterizado no estúdio N'Ideias, em Lisboa, e lançado em agosto de 1998 com a Revista Promúsica desse mês.
A Revista Promúsica iniciou a atividade em janeiro de 1997, mantendo publicações mensais até 2001, ano do seu encerramento. Com incursões por todo o tipo de estilos desde o rock, rock alternativo, jazz ou heavy metal, a revista oferecia todos os meses um disco compacto e artigos sobre música e instrumentos interessando tanto a profissionais como a melómanos.

## Antecedentes e desenvolvimento
A primeira edição da Revista Promúsica saiu em janeiro de 1997, fruto do acentuado crescimento que o mercado musical português conheceu nesse ano. A imprensa musical viveu um boom com novas publicações, novos formatos e explorou novos conteúdos, originando uma frente de novos investimentos em setores de atividade que estavam direta ou indiretamente ligados à música. Na parte final da década de noventa, Portugal experimentou uma inédita coexistência de inúmeras publicações de âmbito musical no mercado. Para além da Revista Promúsica surgiram as revistas Dance Club, Riff, Super Pop, Super Jovem, Bravo, Ragazza, 100% Jovem e Teenager  (associadas ao público mais juvenil) e ainda os suplementos de O Independente (On) e Euronotícias (Muzyka). Juntavam-se ao já existente Blitz e aos suplementos dos jornais Público e  Diário de Notícias.
A revista Promúsica iniciou a atividade em janeiro de 1997 e ainda se manteve até junho de 2001, num total de 53 publicações.

## Composição e estilo musical
A revista musical vinha acompanhada por um disco compacto como amostra de algumas novidades na época. Participavam algumas bandas de estatuto consolidado mas a maioria apresentavam trabalhos merecedores de destaque. A décima nona edição da Promúsica concentrou vários estilos dentro da variante do rock, com letras em português e inglês, interpretados por bandas e artistas portugueses. Destaque para os consagrados UHF que participam com o inédito "Laura In", composto por António Manuel Ribeiro, em exclusivo para a Promúsica 19. O tema foi depois editado na coletânea Eternamente (1999) da própria banda.
Outras participações merecem igualmente destaque, caso de Paulo Barros, guitarrista, compositor e fundador da banda de heavy metal Tarantula, que é o rosto da capa e que participa com o tema "Team Spirit", extraído do seu primeiro álbum a solo Vintage (1997). Dentro do mesmo estilo musical os Imune trazem o tema "Silêncio", recuperado do extended play homónimo de 1997.[carece de fontes?] Os Melancholic Youth of Jesus, liderados pelo carismático vocalista Carlos Santos, são uma banda de referência no meio underground e um dos representantes máximos do rock alternativo português. Contribuem nesta compilação com o tema "I Ain't Ever Going Down" como primeira amostra do segundo álbum da banda intitulado One Life Ain't Enough (1999). Na mesma linhagem musical, os Sadcow cederam o tema "Strawberry at Night" retirado do álbum Immediate Assistance For Urgent Situations (1997).[carece de fontes?] A sonoridade jazz marca presença na faixa "Face social" do álbum homónimo dos Sextante, lançado em 1997.

## Lista de faixas
O disco compacto Promúsica 19 é composto por onze faixas em versão padrão e por uma faixa multimédia.
| CD             |                                                         |                                |         |  |
| N.º            | Título                                                  | Banda / Artista                | Duração |  |
| 1.             | "Faixa multimédia"                                      | —                              | 20:45   |  |
| 2.             | "Team Spirit"                                           | Paulo Barros                   | 3:48    |  |
| 3.             | "Laura In" (Inédito)                                    | UHF                            | 3:07    |  |
| 4.             | "Face social"                                           | Sextante                       | 3:57    |  |
| 5.             | "Silêncio"                                              | Imune                          | 4:27    |  |
| 6.             | "Strawberry at Night"                                   | Sadcow                         | 2:43    |  |
| 7.             | "Someone"                                               | Filthy Filters                 | 2:50    |  |
| 8.             | "Unfocus"                                               | Blinkers                       | 3:32    |  |
| 9.             | "(Se uma Imagem Vale 1000 Palavras) O que Vale um Som!" | Tracy Loba Massagens           | 2:48    |  |
| 10.            | "One of Those Nights"                                   | Drool Sniper                   | 1:53    |  |
| 11.            | "I Ain't Ever Going Down"                               | The Melancholic Youth of Jesus | 6:33    |  |
| 12.            | "Love Song Bossanova"                                   | El Rei Pasmado                 | 3:57    |  |
| Duração total: | Duração total:                                          | Duração total:                 | 57:00   |  |

## Desempenho comercial
Promúsica 19 não teve edição separada da revista e por isso não ocupou posição relevante na tabela de vendas.

## Créditos
A elaboração da compilação Promúsica 19 envolveu onze bandas e artistas portugueses. Lista-se abaixo os músicos envolvidos de acordo com os encartes dos discos que preenchem a compilação.
| Paulo Barros - Gustavo Costa – bateria | UHF - Marco Costa Cesário – bateria | Sextante [carece de fontes?] | Imune - Gefits – bateria |

| Sadcow - Guétó – bateria | Filthy Filters [carece de fontes?] | Blinkers [carece de fontes?] | Tracy Loba Massagens [carece de fontes?] |

| Drool Sniper [carece de fontes?] | The Melancholic Youth of Jesus - Ricardo Oliveira – bateria | El Rei Pasmado [carece de fontes?] |